# السوامع (ولاية المسيلة)
السوامع بلدية تابعة لدائرة أولاد دراج ولاية المسيلة تقع بين بلديات المطارفة و عين الخضرء و المسيلة يقطنها حوالي 26000 نسمة